# Roberto Calvi

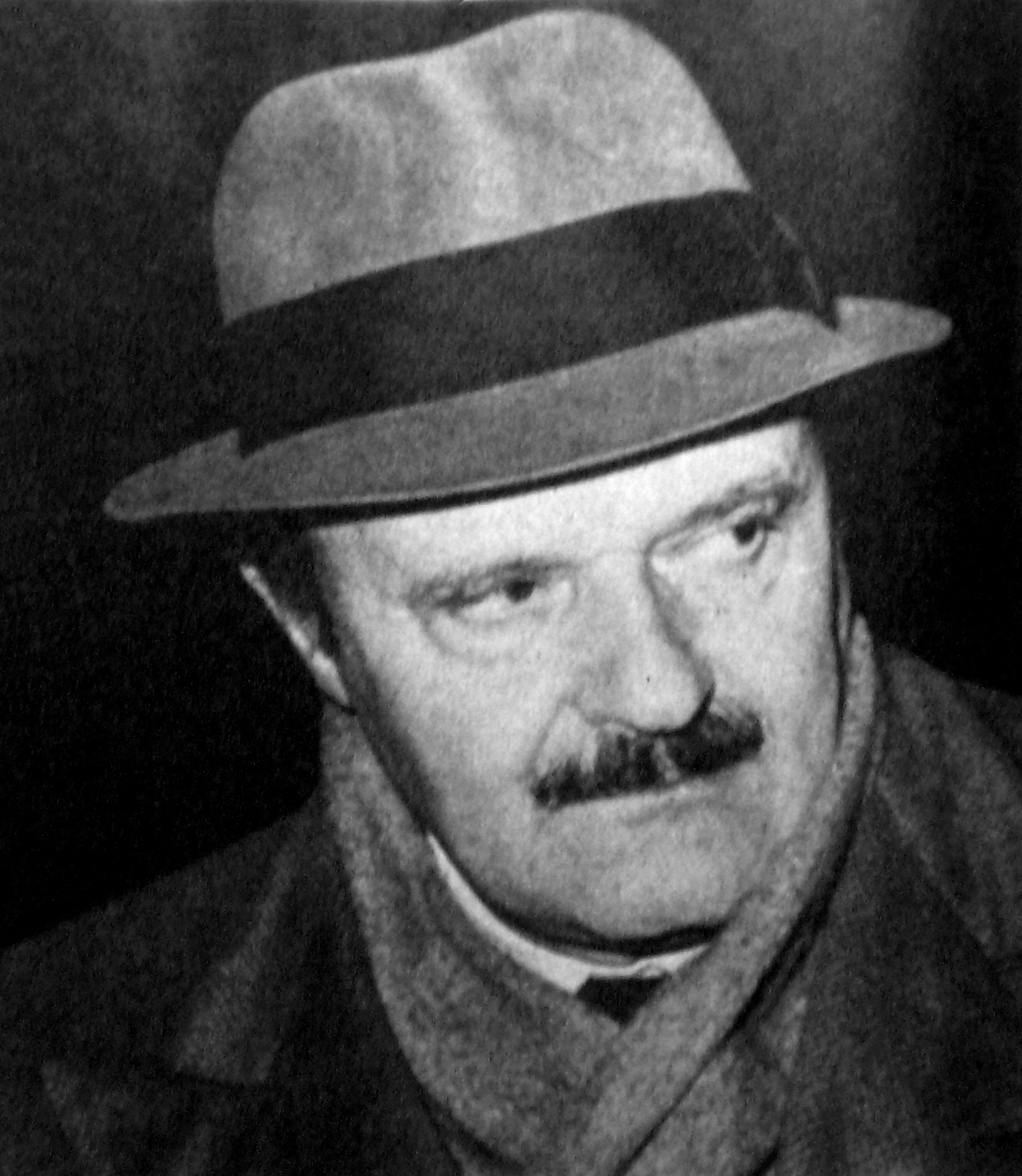
Roberto Calvi

Roberto Calvi (Milaan, 13 april 1920 – Londen, 17 juni 1982) was een Italiaanse bankier. Vanwege zijn nauwe banden met het Vaticaan werd hij ook wel Gods bankier genoemd. Zijn geheimzinnige en verdachte dood is vandaag de dag nog steeds een bron voor vele complottheorieën.

## Leven
Calvi stond aan het hoofd van een van de grootste banken van Italië, de Banco Ambrosiano. Deze bank ging in 1982 failliet, met een schuldenlast die geschat werd tussen de 700 miljoen en de anderhalf miljard dollar. Calvi ontvluchtte daarop Italië.
Het Vaticaan had een groot aandeel in deze bank en de bank van het Vaticaan betaalde dan ook 250 miljoen dollar aan schuldeisers van de Banco Ambrosiano. Het Vaticaan en aartsbisschop Paul Marcinkus ontkenden iedere betrokkenheid bij het schandaal van Banco Ambrosiano's faillissement.
In juni 1982 werd Roberto's lichaam aangetroffen in Londen, hangend onder de Blackfriars Bridge. Op diezelfde dag viel Calvi’s secretaresse, Graziella Corracher, uit een raam van de voornoemde bank in Milaan.
Calvi was een vermeend lid van de geheime vrijmetselaarsloge P2 waar Licio Gelli - beheerder van de Vaticaanse BV - de leider van was. Hoewel zijn handen waren gebonden en zijn zakken gevuld met stenen hield de Britse politie het in eerste instantie op zelfmoord.
Pas na onderzoek in 1993 is komen vast te staan dat Calvi werd vermoord. Tijdens een maffiaproces in Rome in 1997 beweerden de openbare aanklagers dat Calvi vermoedelijk door de maffia om het leven was gebracht.
Op 19 april 2005, zijn vier verdachten aangeklaagd wegens moord. Mogelijke daders zijn Flavio Carboni, Giuseppe 'Pippo' Calo, Ernesto Diotavelli en de voormalige vriendin van Calvi, Manuela Kleinszig. Deze vier verdachten hebben allemaal veronderstelde banden met de maffia. Volgens de aanklager wilden ze de bankier straffen voor financiële verliezen.
Op 6 oktober 2005 is het proces over zijn moord van start gegaan in Italië. Vooral de banden met de P2-loge, de maffia en het Vaticaan zullen worden onderzocht. Twee weken voor zijn dood zou Calvi nog een brief hebben geschreven aan Paus Johannes Paulus II.
Het faillissement van de Banco Ambrosiano en alle schandalen die daar mee waren gemoeid zijn door sommigen in verband gebracht met de dood van Paus Johannes Paulus I. Volgens die speculaties wilde de nieuwe paus schoon schip maken, hetgeen door sommigen binnen de Romeinse Curie als een grote bedreiging gezien zou zijn geweest. Deze beschuldigingen konden evenwel niet worden gestaafd met bewijzen.
De moord op Roberto Calvi heeft tal van speculaties tot gevolg gehad, waarbij steevast het Vaticaan in een kwaad daglicht werd geplaatst. Tot op de dag van vandaag wordt de moord in verband gebracht met Rome; zoals tijdens de uitzending "Assassinations" van de zender Discovery Channel.

## Vermeldingen in de populaire cultuur
- In de film The Godfather III van Francis Ford Coppola komt een vergelijkbare bankier voor die nauwe banden met het Vaticaan en de maffia heeft en daardoor uiteindelijk wordt vermoord en onder een Londense brug wordt opgehangen. Calvi zelf was geobsedeerd door de eerste twee Godfather-films en droeg overal een exemplaar van het boek van Mario Puzo met zich mee.
- De film The Bankers of God (2002) gaat over het leven van Calvi, met Rutger Hauer in de rol van Kardinaal Paul Marcinkus.[2]